# Nikolaj Chanykov

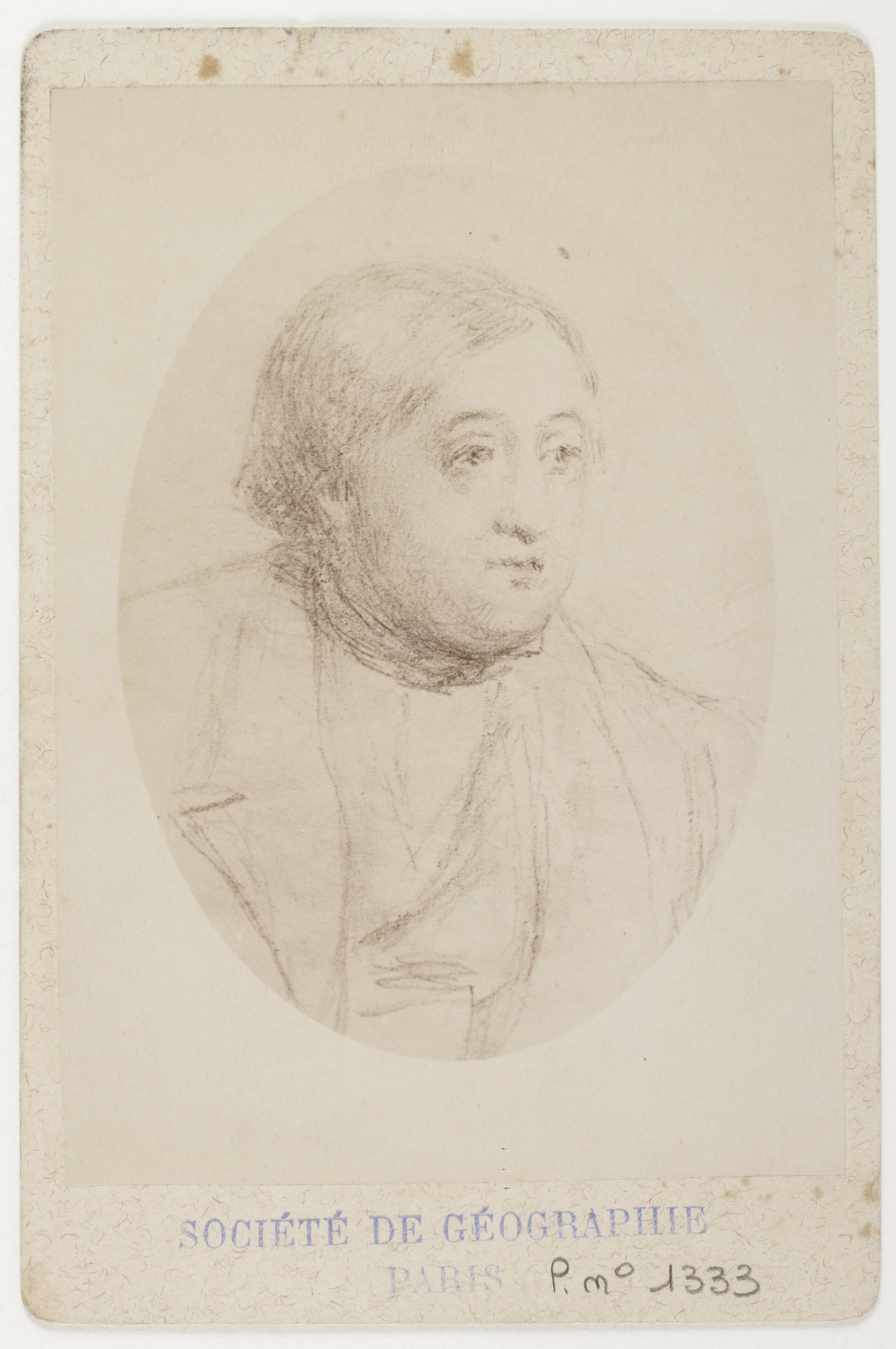
Nikolaj Chanykov.

Nikolaj Vladimirovitj Chanykov (ryska: Николай Владимирович Ханыков), född 24 oktober 1819 (eller 1822) i guvernementet Kaluga, död 15 december 1878 i Rambouillet nära Paris, var en rysk forskningsresande, orientalist, arabist, geograf och etnograf.
Chanykov reste 1841-42 i Buchara, var därefter anställd vid ryska konsulatet i Persien och vann därunder en noggrann kännedom om detta land; han var den förste europé, som undersökte många delar av Khorasan.
Bland hans skrifter kan nämnas en beskrivning över khanatet Buchara (1843, på ryska), Mémoires sur la partie méridionale de l'Asie centrale (1863) och Mémoire sur l'ethnographie de la Perse (1866). År 1874 utgavs, med understöd av ryska vetenskapsakademin, hans förnämsta vetenskapliga arbete, Iran.